# صفحه دریای فیلیپین
صفحه دریای فیلیپین یا صفحه فیلیپین یک صفحه زمین‌ساختی است که از سنگ‌کره اقیانوسی تشکیل شده و از دریای فیلیپین تا شرق کسور فیلیپین گسترده شده است. بیشتر بخش‌های فیلیپین شامل لوزون شمالی بخشی از کمربند جنبان فیلیپین به‌شمار می‌رود که از نظر زمین‌شناسی و زمین‌ساخت با صفحه دریای فیلیپین تفاوت دارند.
صفحه دریای فیلیپین در بخش شمالی خود با صفحه اختسک در محل ناوه نانکایی برخورد می‌کند. صفحه دریای فیلیپین، صفحه آمور و صفحه اختسک در کوه فوجی ژاپن به هم می‌رسند. در این محل پوسته ضخیم‌شده کمان ایزو-بونین-ماریانا با ژاپن برخورد کرده و زون برخوردی ایزو را پدید آورده است.
بخش شرقی صفحه دریای فیلیپین دارای مرز همگرا با صفحه اقیانوس آرام است و در محل درازگودال ایزو-اوگاساوارا در حال فرورانش است. بخش شرقی این صفحه شامل جزایر ایزو، جزایر اوگاساوارا (بونین) و جزایر ماریانا است که کمان ایزو-بونین-ماریانا را پدید آورده است. میان صفحه دریای فیلیپین و صفحه ماریانا نیز مرز واگرایی وجود دارد که بر جزایر ماریانا منطبق است.
صفحه دریای فیلیپین در جنوب توسط صفحه کارولین و صفحه بردز هد محدود می‌شود. در غرب و در محل درازگودال فیلیپین و درازگودال لوزن شرقی نیز صفحه دریای فیلیپین به زیر  کمربند جنبان فیلیپین رانده می‌شود
صفحه دریای فیلیپین در شمال غرب به تایوان و جزایر ریوکیو بر روی صفحه اوکیناوا و جنوب ژاپن بر روی صفحه آمور می‌رسد.